# Kvarteret Gardisten

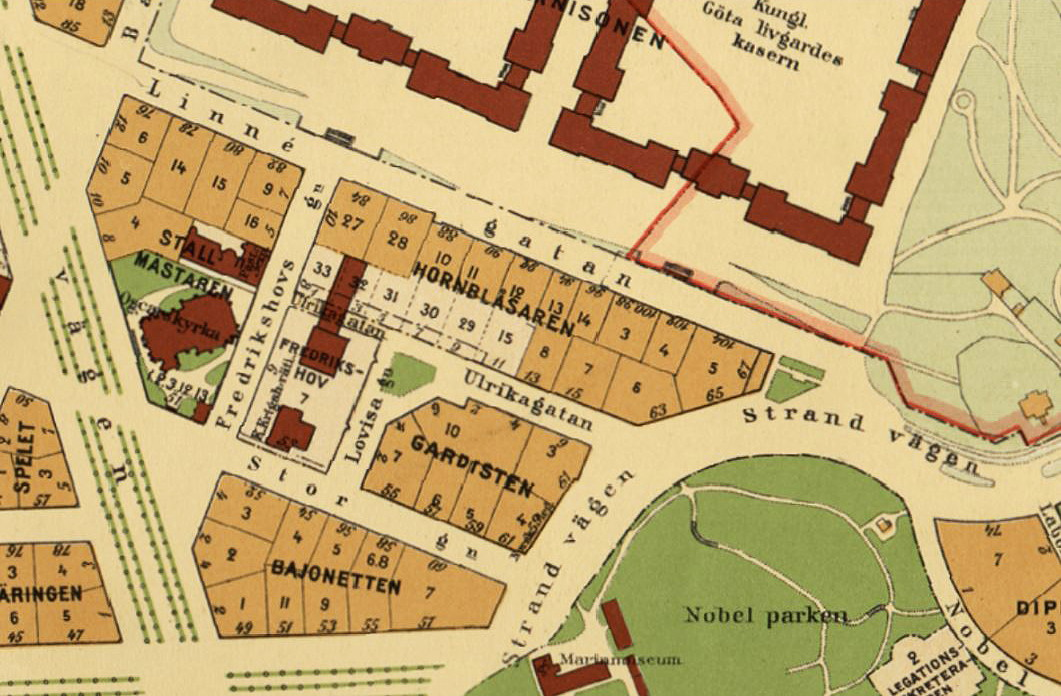
Kvarteren Hornblåsaren, Gardisten och Bajonetten, 1930.

Kvarteret Gardisten är ett kvarter på Östermalm i Stockholm. Kvarteret begränsas av Storgatan i söder, av Strandvägen i öster, av Ulrikagatan i norr och av Lovisagatan i väster. Kvarteret består av sex fastigheter där samtliga är grönmärkta och bedöms av Stadsmuseet i Stockholm som "särskilt värdefulla från historisk, kulturhistorisk, miljömässig eller konstnärlig synpunkt".

## Historik

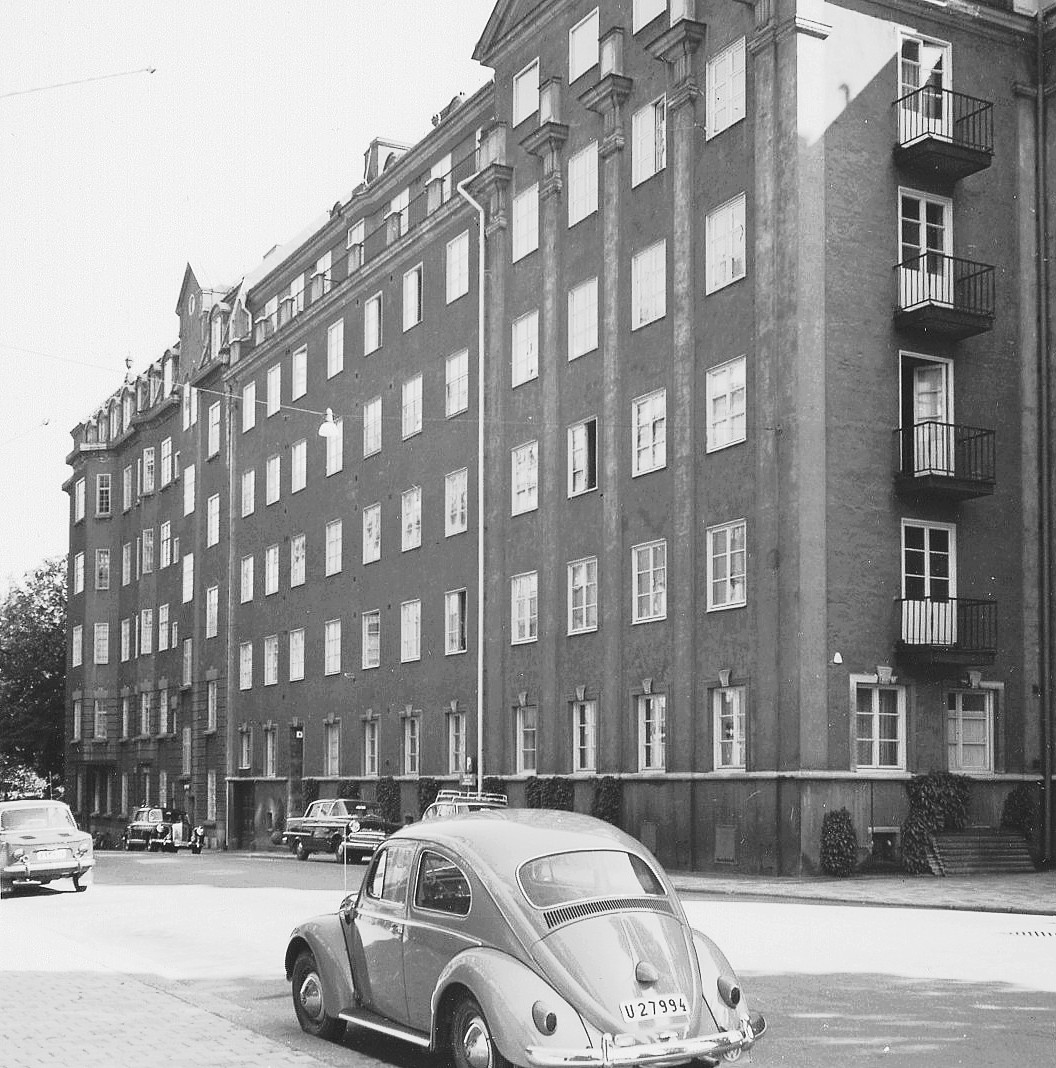
Gardisten 10, Ulrikagatan 2-4, 1962.

Tidigare låg här storkvarteret Terra Nova större som hade sitt namn efter skeppsvarvet Terra Nova. I slutet av 1800-talet bildades på en mindre del av Terra nova större (motsvarande Svea livgardes kaserner) kvarteret Trumman som i sin tur blev platsen för kvarteren Hornblåsaren, Fredrikshov och Gardisten. Den senare kom att uppta Trummans sydöstra del. Idag existerar ett 60-tal kvartersnamn med militär anknytning som återspeglar den långa militära epoken på Östermalm och Ladugårdslandet.
Svea livgardes byggnader revs på 1910-talets början och en första stadsplan fastställdes 1911, enligt den skulle kvarteret bebyggas med flerbostadshus. Byggarbetena började 1913, men första världskriget fördröjde byggtakten och bebyggelsen fullbordades först 1925 med Gardisten 10 (Lovisagatan 6 / Ulrikagatan 2-4). Den idag (2022) gällande stadsplanen vann laga kraft i september 1942.

### Kvarterets fastigheter
- Gardisten 3, Strandvägen 66, byggår 1915, arkitekt Östlihn & Stark.[3]
- Gardisten 4, Strandvägen 59, byggår 1915, arkitekt Höög & Morssing.[4]
- Gardisten 5, Storgatan 59, byggår 1914, arkitekt Hjalmar Westerlund.[5]
- Gardisten 6, Storgatan 57, byggår 1914, arkitekt Joel Norborg.[6]
- Gardisten 7, Lovisagatan 2-4, byggår 1915, arkitekt Gustaf Adolf Falk.[7]
- Gardisten 10, Lovisagatan 6 / Ulrikagatan 2-4, byggår 1925, arkitekt Gustaf Adolf Falk.[8]

### Bilder

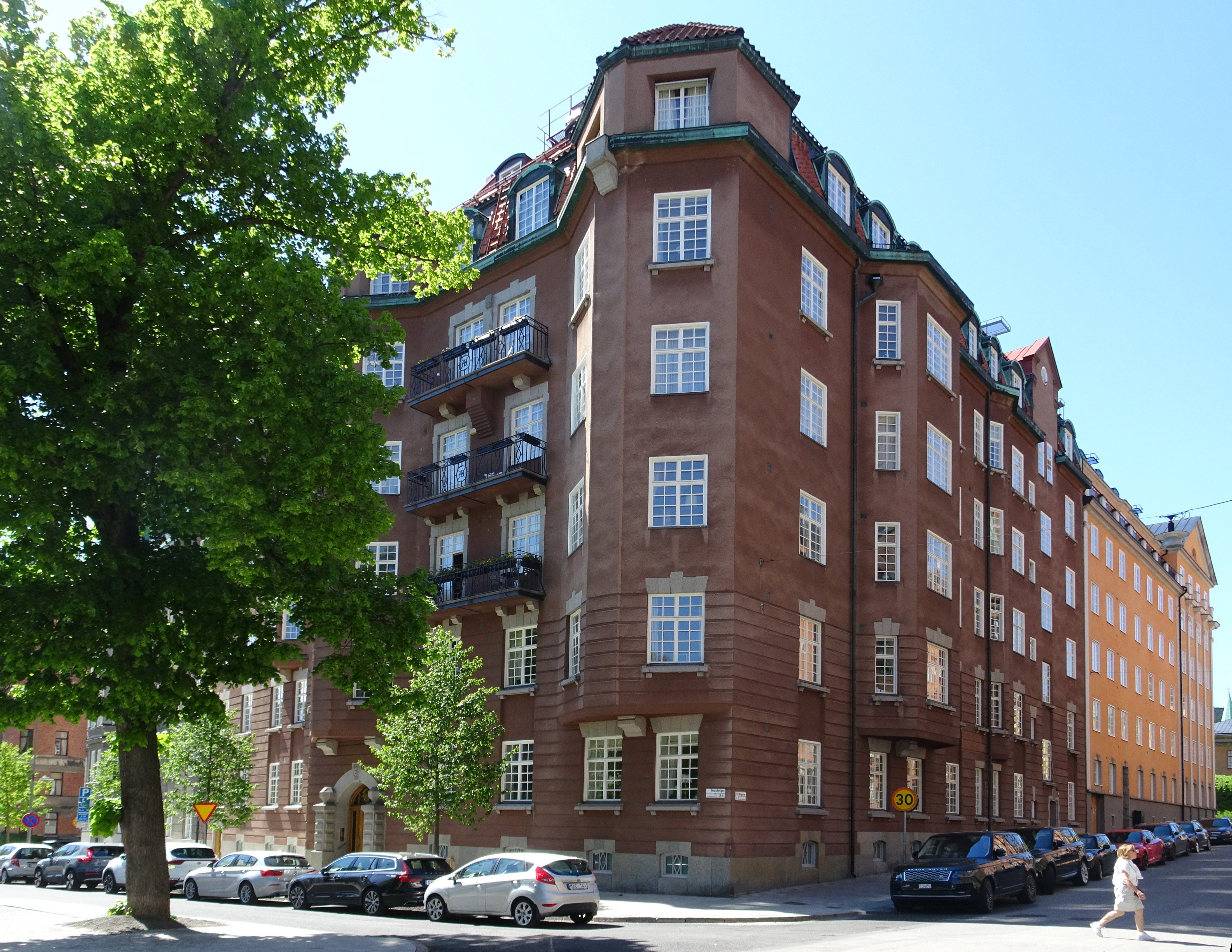
Gardisten 3 (närmast) och Gardisten 10 längst bort.
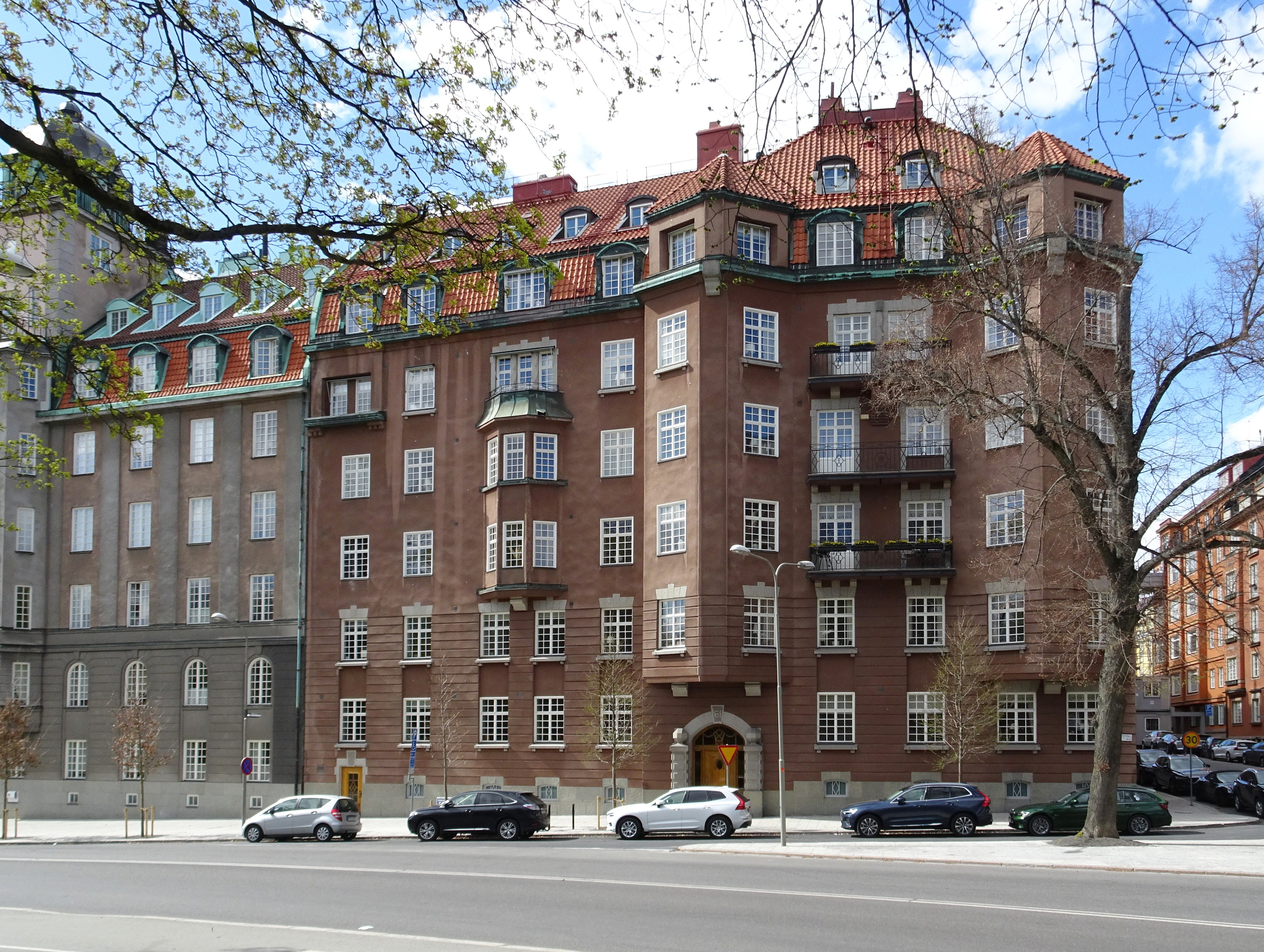
Gardisten 3 och 4 (till vänster).
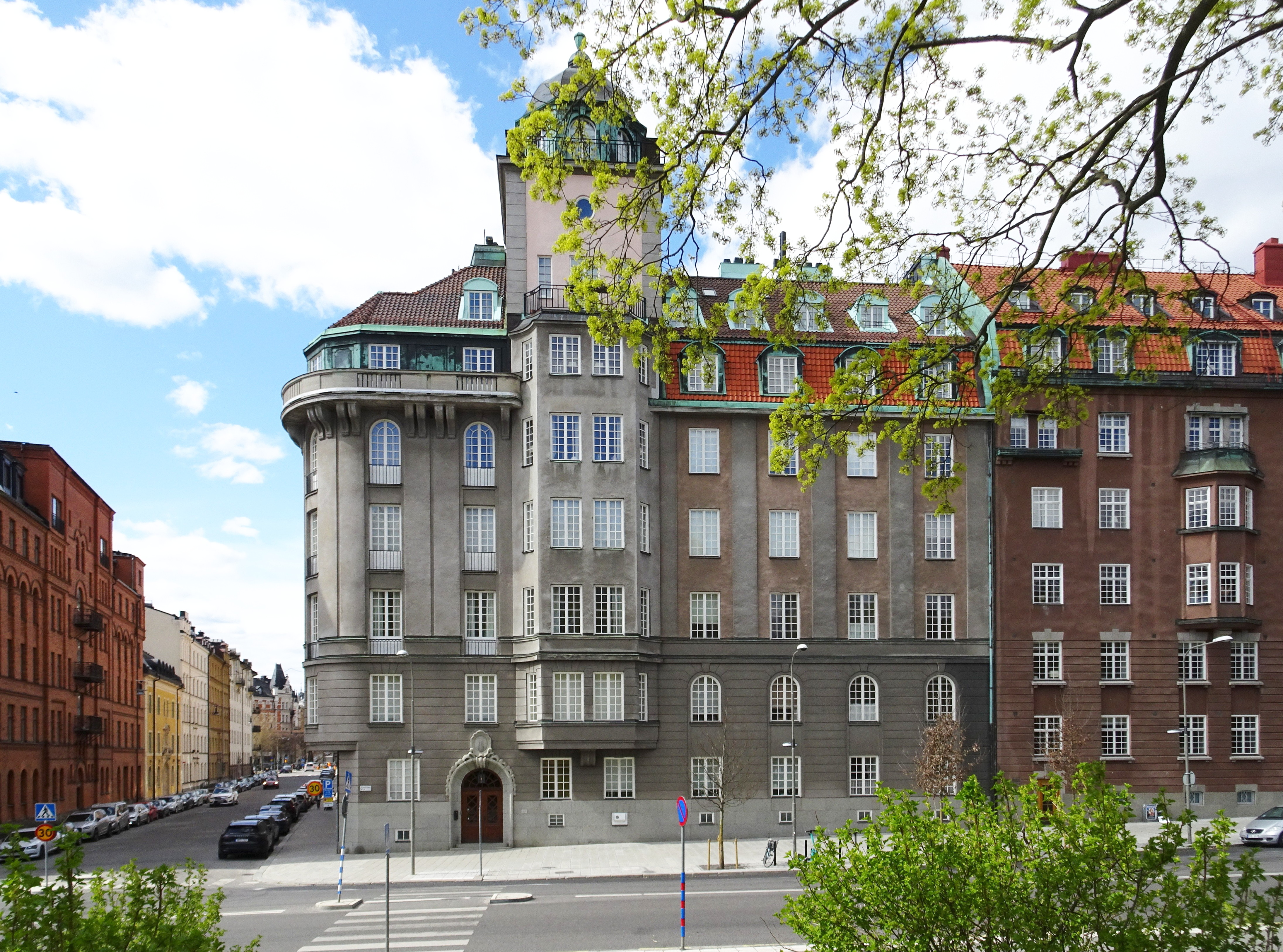
Gardisten 4, Strandvägen 59.
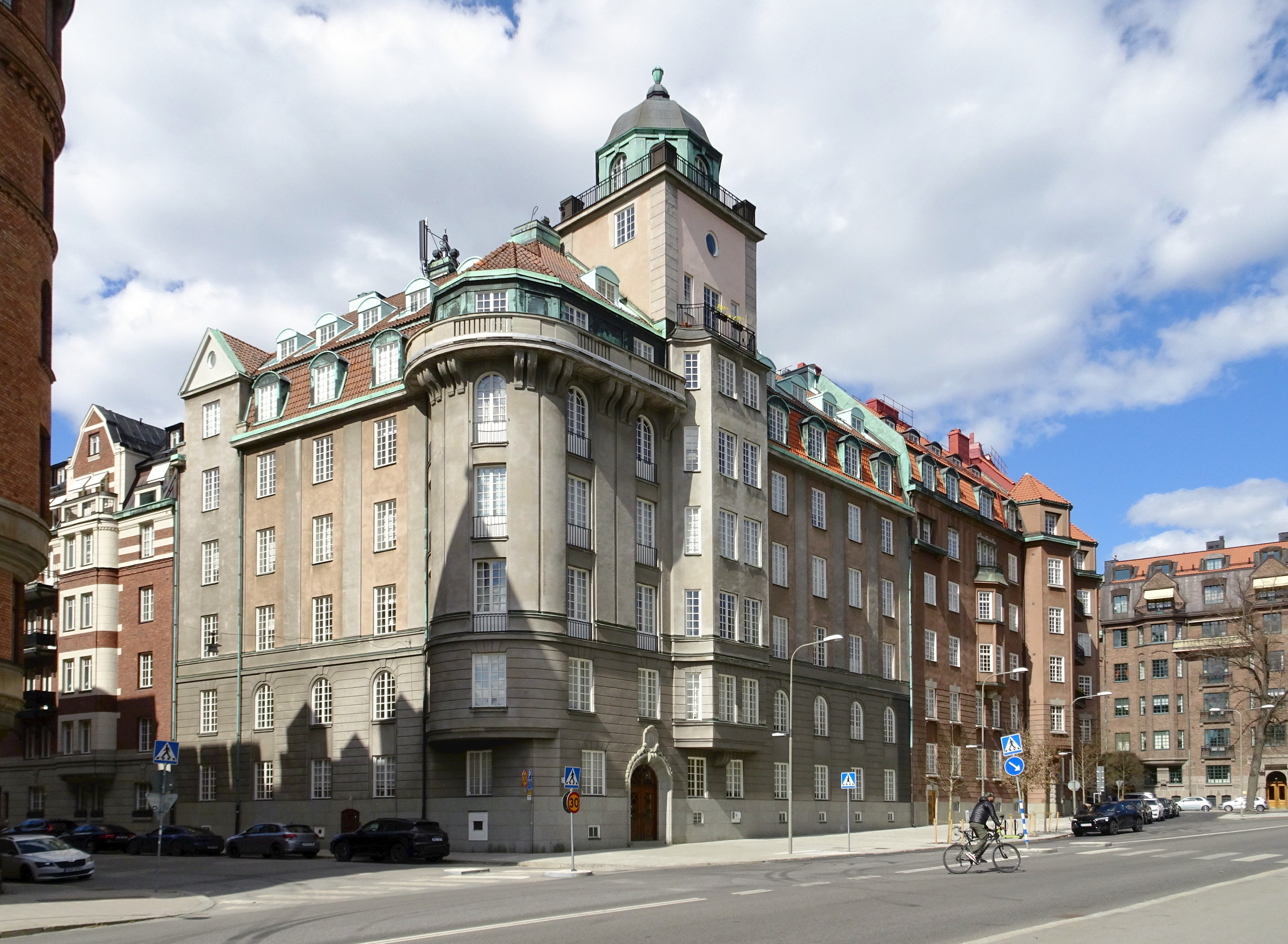
Gardisten 4 och 3, nr 5 längst till vänster.
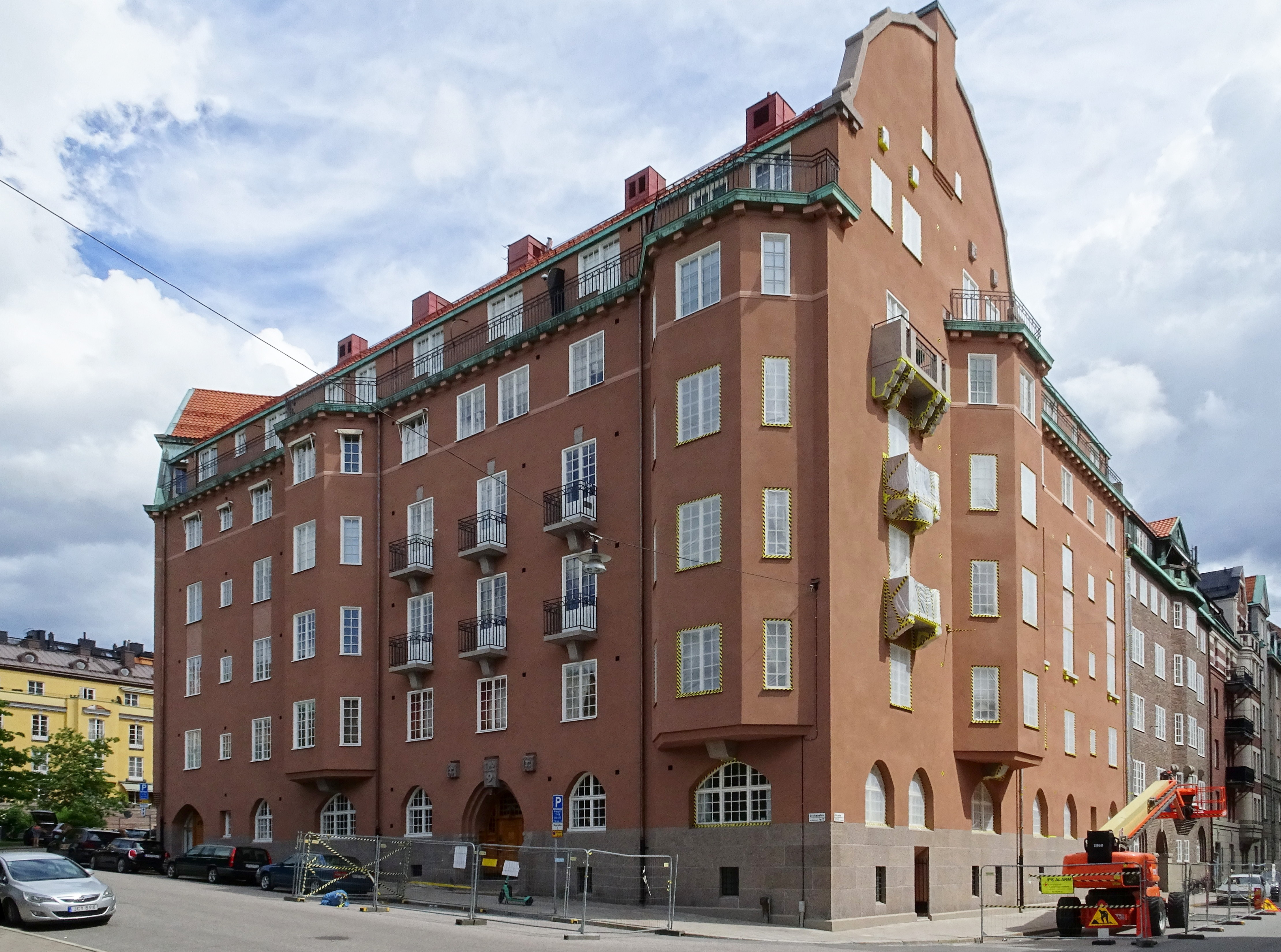
Gardisetn 7, Lovisagatan 2–4.